# Ligue de diamant 2011 - saut en longueur masculin
Le concours du saut en longueur masculin de la Ligue de diamant 2011 se déroule du 15 mai au 8 septembre 2011. La compétition fait successivement étape à Shanghai, Eugene, Oslo, Paris, Stockholm et Londres, la finale ayant lieu à Zurich peu après les Championnats du monde de Daegu.

## Calendrier
| Date             | Meeting             | Ville     | Pays        |
| ---------------- | ------------------- | --------- | ----------- |
| 15 mai 2011      | Golden Grand Prix   | Shanghai  | Chine       |
| 4 juin 2011      | Prefontaine Classic | Eugene    | États-Unis  |
| 9 juin 2011      | Bislett Games       | Oslo      | Norvège     |
| 8 juillet 2011   | Meeting Areva       | Paris     | France      |
| 29 juillet 2011  | DN Galan            | Stockholm | Suède       |
| 5-6 aout 2011    | London Grand Prix   | Londres   | Royaume-Uni |
| 9 septembre 2011 | Weltklasse          | Zurich    | Suisse      |

## Résultats
| Date | Meeting   | 1er                           | 1er   | 2e                           | 2e    | 3e                           | 3e    |
| --- | --------- | ----------------------------- | ----- | ---------------------------- | ----- | ---------------------------- | ----- |
| 15 mai 2011 | Shanghai  | Mitchell Watt 8,44 m (WL, MR) | 4 pts | Su Xiongfeng 8,19 m (PB)     | 2 pts | Ignisious Gaisah 8,12 m      | 1 pt  |
| 4 juin 2011 | Eugene    | Greg Rutherford 8,32 m*       | 4 pts | Godfrey Mokoena 8,31 m* (SB) | 2 pts | Sebastian Bayer 8,03 m* (SB) | 1 pt  |
| 9 juin 2011 | Oslo      | Godfrey Mokoena 8,08 m        | 4 pts | Morten Jensen 8,01 m (SB)    | 2 pts | Loúis Tsátoumas 7,96 m       | 1 pt  |
| 8 juillet 2011 | Paris     | Irving Saladino 8,40 m (SB)   | 4 pts | Chris Tomlinson 8,35 m (NR)  | 2 pts | Greg Rutherford 8,27 m (SB)  | 1 pt  |
| 29 juillet 2011 | Stockholm | Mitchell Watt 8,54 m (AR)     | 4 pts | Yahya Berrabah 8,40 m (PB)   | 2 pts | Irving Saladino 8,19 m       | 1 pt  |
| 5-6 aout 2011 | Londres   | Mitchell Watt 8,45 m (MR)     | 4 pts | Chris Tomlinson 8,30 m       | 2 pts | Greg Rutherford 8,19 m       | 1 pt  |
| 9 septembre 2011 | Zurich    | Ngonidzashe Makusha 8,00 m    | 8 pts | Aleksandr Menkov 7,94 m      | 4 pts | Marcos Chuva 7,88 m          | 2 pts |
| Records et Performances - AR : Record continental (area record) - CR : Record des championnats (championship record) - MR : Record du meeting (meet record) - NR : Record national (national record) - OR : Record olympique (olympic record) - PR : Record paralympique (paralympic record) - PB : Record personnel (personal best) - SB : Meilleure performance personnelle de la saison (season's best) - WL : Meilleure performance mondiale de l'année (world leader) - WJR : Record du monde junior (world junior record) - WR : Record du monde (world record) Circonstances et Conditions - DNF : N'a pas terminé (did not finish) - DNS : N'a pas pris le départ (did not start) - DQ : Disqualification (disqualification) - NM : Aucun essai valable enregistré (No Mark) - Q : Qualifié « directement » au prochain tour (ou à la prochaine compétition), lors d'une compétition majeure, grâce au classement ou à la réalisation des minima (automatic qualifier) - q : Qualifié au prochain tour (ou à la prochaine compétition), lors d'une compétition majeure, grâce au repêchage ou à la réalisation de l'une des meilleures performances parmi celles des « non qualifiés directement » (grâce au meilleur temps ou à la meilleure distance par exemple) (secondary qualifier) * Trop de vent |           |                               |       |                              |       |                              |       |

## Classement général
- Classement final[1] :

| Rang | Athlète             | Points |
| ---- | ------------------- | ------ |
| 1    | Mitchell Watt       | 12     |
| 2    | Ngonidzashe Makusha | 8      |
| 3    | Aleksandr Menkov    | 4      |
| 4    | Marcos Chuva        | 2      |
| 5    | Sebastian Bayer     | 1      |